# Lijst van nummer 1-hits in Oostenrijk in 2020
Deze hits stonden in 2020 op nummer 1 in de Ö3 Austria Top 40, de bekendste hitlijst in Oostenrijk.
| Datum        | Artiest                       | Titel                            |
| ------------ | ----------------------------- | -------------------------------- |
| 3 januari    | Mariah Carey                  | All I want for Christmas is you  |
| 10 januari   | Tones and I                   | Dance monkey                     |
| 17 januari   | RAF Camora                    | Maschine                         |
| 24 januari   | Tones and I                   | Dance monkey                     |
| 31 januari   | Juju & Loredana               | Kein Wort                        |
| 7 februari   | Gzuz                          | Donuts                           |
| 14 februari  | Joker Bra & Vice              | Baby                             |
| 21 februari  | Joker Bra & Vice              | Baby                             |
| 28 februari  | The Weeknd                    | Blinding lights                  |
| 6 maart      | The Weeknd                    | Blinding lights                  |
| 13 maart     | The Weeknd                    | Blinding lights                  |
| 20 maart     | Loredana & Rymez              | Angst                            |
| 27 maart     | The Weeknd                    | Blinding lights                  |
| 3 april      | The Weeknd                    | Blinding lights                  |
| 10 april     | The Weeknd                    | Blinding lights                  |
| 17 april     | The Weeknd                    | Blinding lights                  |
| 24 april     | Bonez MC                      | Shots fired                      |
| 1 mei        | The Weeknd                    | Blinding lights                  |
| 8 mei        | Shirin David                  | 90-60-111                        |
| 15 mei       | Capital Bra & Loredana        | Nicht verdient                   |
| 22 mei       | Apache 207                    | Fame                             |
| 29 mei       | Apache 207                    | Fame                             |
| 5 juni       | Bonez MC                      | Roadrunner                       |
| 12 juni      | AK Ausserkontrolle & Bonez MC | In meinem Benz                   |
| 19 juni      | DaBaby & Roddy Ricch          | Rockstar                         |
| 26 juni      | Ufo361                        | Emotions                         |
| 3 juli       | Bonez MC                      | Big body Benz                    |
| 10 juli      | Jawsh 685 & Jason Derulo      | Savage love (Laxed - siren beat) |
| 17 juli      | Apache 207                    | Bläulich                         |
| 24 juli      | Jawsh 685 & Jason Derulo      | Savage love (Laxed - siren beat) |
| 31 juli      | Jawsh 685 & Jason Derulo      | Savage love (Laxed - siren beat) |
| 7 augustus   | Jawsh 685 & Jason Derulo      | Savage love (Laxed - siren beat) |
| 14 augustus  | Jawsh 685 & Jason Derulo      | Savage love (Laxed - siren beat) |
| 21 augustus  | Jawsh 685 & Jason Derulo      | Savage love (Laxed - siren beat) |
| 28 augustus  | Jawsh 685 & Jason Derulo      | Savage love (Laxed - siren beat) |
| 4 september  | Cro & Capital Bra             | Frühstück in Paris               |
| 11 september | 24kGoldn & Iann Dior          | Mood                             |
| 18 september | 24kGoldn & Iann Dior          | Mood                             |
| 25 september | 24kGoldn & Iann Dior          | Mood                             |
| 2 oktober    | 24kGoldn & Iann Dior          | Mood                             |
| 9 oktober    | 24kGoldn & Iann Dior          | Mood                             |
| 16 oktober   | 24kGoldn & Iann Dior          | Mood                             |
| 23 oktober   | 24kGoldn & Iann Dior          | Mood                             |
| 30 oktober   | 24kGoldn & Iann Dior          | Mood                             |
| 6 november   | Bonez MC                      | Angeklagt                        |
| 13 november  | Bonez MC                      | Angeklagt                        |
| 20 november  | 24kGoldn & Iann Dior          | Mood                             |
| 27 november  | 24kGoldn & Iann Dior          | Mood                             |
| 4 december   | 24kGoldn & Iann Dior          | Mood                             |
| 11 december  | Mariah Carey                  | All I want for Christmas is you  |
| 18 december  | Mariah Carey                  | All I want for Christmas is you  |
| 25 december  | Mariah Carey                  | All I want for Christmas is you  |